# Município de Monroe (condado de Allen, Ohio)
O município de Monroe (em inglês: Monroe Township) é um município localizado no condado de Allen no estado estadounidense de Ohio. No ano de 2010 tinha uma população de 2.226 habitantes e uma densidade populacional de 23,76 pessoas por km².

## Geografia
O município de Monroe encontra-se localizado nas coordenadas 40° 51′ 52″ N, 84° 03′ 39″ O. Segundo a Departamento do Censo dos Estados Unidos, o município tem uma superfície total de 93.68 km², da qual 93,48 km² correspondem a terra firme e (0,21 %) 0,2 km² é água.

## Demografia
Segundo o censo de 2010, tinha 2.226 habitantes residindo no município de Monroe. A densidade populacional era de 23,76 hab./km². Dos 2.226 habitantes, o município de Monroe estava composto pelo 98,07 % brancos, o 0,4 % eram afroamericanos, o 0,04 % eram amerindios, o 0,22 % eram asiáticos, o 0,18 % eram de outras raças e o 1,08 % eram de uma mistura de raças. Do total da população o 1,26 % eram hispanos ou latinos de qualquer raça.